# 吉田義三
吉田 義三（よしだ よしぞう、1913年 - 1992年）は、日本の経済学者・大阪市立大学教授。専攻は景気変動論、経済政策論。
大正2年、兵庫県に生まれる。1936年大阪商科大学卒。大阪市立大学教授。

## 著書
- 『景気変動論』三笠書房 1950
- 『経済変動の理論』日本評論新社 1956
- 『経済成長』日本評論新社 1961
- 『現代経済政策の理論』日本評論社 1968

### 共著編
- 『ドッブ経済学解説 第2巻 (経済学と資本主義)』豊崎稔編 春秋社 1952
- 『獨占』豊崎稔編 河出書房 1952.6
- 『現代資本主義の研究』吉田義三編　日本評論新社　1962
- 『現代経済政策の機能』 野田稔編　有斐閣 1964.7
- 『米ソ経済競争 : 平和共存の経済学』 吉田義三,名和献三共著　河出書房新社 1964.11
- 『現代世界経済と国際経済理論』（名和統一教授還暦記念論文集） 赤松要,吉田義三編　日本評論社 1967
- 『経済政策論』 神野璋一郎, 吉田義三 編 有斐閣 1968